# Île Saltus
L'Île Saltus (« Saltus Island ») est une île des Bermudes. 